# Glory to the Brave
Glory to the Brave – pierwszy album grupy Hammerfall, wydany 27 czerwca 1997 przez Nuclear Blast.
Album ten łączy heavy metal z elementami power metalu.
Autorem utworu "Steel Meets Steel" jest Oscar Dronjak, który skomponował go niedługo przed powstaniem grupy. Początkowo zespół miał podpisaną umowę z duńską wytwórnią Vic Records, jednak prawa do wydania debiutu zespołu wykupiła od niej wytwórnia Nuclear Blast. Później Nuclear Blast wykupiła prawa do całości twórczości zespołu.
Pomimo że gitarzysta In Flames Jesper Strömblad jest wymieniany jako perkusista na tym albumie, to w rzeczywistości wszystkie partie perkusji zagrał Patrik Räfling, który dołączył na stałe do grupy niedługo po wydaniu płyty.
Według danych z kwietnia 2002 album sprzedał się w nakładzie 11 279 egzemplarzy na terenie Stanów Zjednoczonych.

## Lista utworów
1. "The Dragon Lies Bleeding" - 4:22
2. "The Metal Age" - 4:27
3. "Hammerfall" - 4:45
4. "I Believe" - 4:49
5. "Child of the Damned" - 3:40
6. "Steel Meets Steel" - 3:58
7. "Stone Cold" - 5:40
8. "Unchained" - 5:34
9. "Glory to the Brave" - 7:20

Wydanie z roku 2002 zawiera dodatkowy utwór "Ravenlord" - 3:30.

## Twórcy
- Joacim Cans - śpiew
- Fredrik Larsson - gitara basowa
- Oscar Dronjak - gitara elektryczna, śpiew
- Glenn Ljungström - gitara elektryczna
- Jesper Strömblad - perkusja (oficjalnie)
- Patrik Räfling - perkusja (naprawdę)